# 梅瑞迪安 (加利福尼亞州克恩縣)
梅瑞迪安（英語：Meridian）是位於美國加利福尼亞州克恩縣的一個非建制地區。該地的面積和人口皆未知。

## 地理
梅瑞迪安的座標為35°06′27″N 118°54′51″W / 35.10750°N 118.91417°W，而該地的平均海拔高度為132米（即433英尺）。